# Adobe Streamline
Adobe Streamline（アドビ ストリームライン）は、スキャナなどから読み込んだ画像をベクトルデータに変換するソフトウェア。アドビシステムズ（現アドビ）が開発した。Streamlineを使用して変換した後のデータがベクトルデータとなることから、Adobe Illustratorでも簡単に編集が可能。
日本では、バージョン4.0Jの発売後2005年6月23日で同製品の販売を終了し、2006年にはテクニカルサポートを終了。しかしアドビは、Streamlineで実現していた、ビットマップデータをベクトルデータに変換することができる機能をAdobe IllustratorCS2に「ライブトレース」という名称で搭載した。

## Adobe Streamline 主な機能
- 鉛筆ツール、消しゴムツール等を使用してデータを変換する前に修正が可能。
- 指定した線幅でラインアートを生成。
- Adobe Pagemillと連動させることで、Webで表示可能なGIF89aフォーマットへ変換。
- 変換したデータをEPS(Encapsulated PostScript)形式、DXF形式などのデータフォーマットで出力。

## 参考資料
- アスキーデジタル用語辞典「アドビ・ストリームライン」
- Adobe Streamline 主な機能
- Adobe IllustratorCS2 主な機能